# 발렌틴 이바노프 (1934년생 축구인)
발렌틴 코지미치 이바노프(러시아어: Валентин Козьмич Иванов, 1934년 11월 19일 ~ 2011년 11월 8일)는 소련과 러시아의 전직 축구 선수 겸 축구 감독으로, 포지션은 스트라이커와 윙어였다.

## 생애
1960년 유러피언 네이션스컵과 1962년 FIFA 월드컵에서 공동 득점왕에 올랐으며 소련 대표팀에서 60경기에 출전하면서 26득점을 기록하였다. 1952년부터 1966년까지 토르페도 모스크바 소속으로 뛰는 동안 286경기에 출전하였고 124득점을 기록하였다.
2011년 11월 8일 알츠하이머병으로 인해 향년 76세를 일기로 사망했다. 그의 아들인 발렌틴 발렌티노비치 이바노프는 전직 축구 심판을 지냈다.

## 수상

#### FC 토르페도 모스크바
- 소비에트 탑 리그 : 1960, 1965
- 소비에트 컵 : 1960

#### 소비에트 연방
- UEFA 유로 : 1960
- 하계 올림픽 금메달 : 1956

### 개인
- FIFA 월드컵 득점왕 : 1962
- UEFA 유로 득점왕 : 1960
- UEFA 유로 대회의 팀 : 1960, 1964
- UEFA 골든 주빌리 투표 45위 : 2004